# Ports (Espagne)
Pour les articles homonymes, voir Ports et Port (homonymie).
Ports (en castillan : Los Puertos de Morella) est une comarque de la province de Castellón, dans la Communauté valencienne, en Espagne. Son chef-lieu est Morella.

## Communes

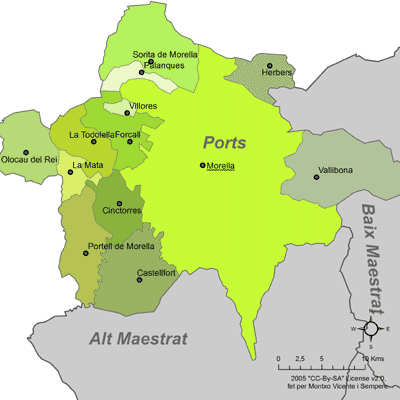
Communes de Ports (jusqu'en 2022).

- Castellfort
- Cinctorres
- Forcall
- Herbés
- La Mata
- Morella
- Olocau del Rey
- Palanques
- Portell de Morella
- Todolella
- Vallibona
- Villafranca del Cid
- Villores
- Zorita del Maestrazgo